# Undoing Ruin
Undoing Ruin è il quarto album del gruppo metalcore statunitense Darkest Hour, pubblicato nel 2005 dalla Victory Records. È il primo album della band ad entrare nella Billboard 200 debuttando alla 138ª posizione.

## Tracce
1. With a Thousand Words to Say But One – 4:22
2. Convalescence – 4:13
3. This Will Outlive Us – 3:48
4. Sound the Surrender – 3:42
5. Pathos – 1:34
6. Low – 3:05
7. Ethos – 1:21
8. District Divided – 2:28
9. These Fevered Times – 3:09
10. Paradise – 3:45
11. Tranquil – 6:22

## Formazione
- John Henry - voce, piano, batteria
- Mike Schleibaum - chitarra
- Kris Norris - chitarra, piano, chitarra acustica
- Paul Burnette - basso
- Ryan Parrish - batteria, piano